# Hygropora cunctans
Hygropora cunctans är en skalbaggsart som först beskrevs av Wilhelm Ferdinand Erichson 1837.  Hygropora cunctans ingår i släktet Hygropora, och familjen kortvingar. Arten är reproducerande i Sverige.